# 긴꼬리갑옷나무쥐
긴꼬리갑옷나무쥐(Makalata macrura)는 가시쥐과에 속하는 남아메리카 설치류의 일종이다. 브라질에서 발견되며, 에콰도르의 개체군은 긴꼬리갑옷나무쥐 또는 브라질가시나무쥐(Makalata didelphoides)로 보기도 한다.